# مصنع شنغهاي لصناعة الطائرات
مصنع شنغهاي لصناعة الطائرات، أوشنغهاي الشركة الصناعية للطيران، أوشنغهاي للطائرات , هي شركة طيران يقع مقرها في شنغهاي , وتعمل في :
- صناعة الطائرات .
- أجزاء ومكونات الطائرات الباطنية .
- إصلاح وتجديد الطائرات .
- المنتجات غير المختصة بالطيران : سلالم جوية، وحوامات , وتصنيع جدران زجاجية، ورف انحراف قطار ايرو المغناطيسي .

ويعتبر مصنع شنغهاي لصناعة الطائرات الآن ضمن شركة الطائرات التجارية الصينية (كوماك) التي تأسست في عام 2008 م .

## المنتجات

### الطائرات الإقليمية
- طائرة كوماك إيه آر جيه 21 - التجميع النهائي.
- طائرة كوماك سي 919.

### الطائرات
- طائرة شنغهاي Y-10 .
- طائرة إم دي-82.
- طائرة إم دي-83.
- طائرة إم دي-90.
- قسم تجميع ذيل طائرة بوينغ 737، والموازنات العامودية لطائرة بوينغ 777.[2]